# ロスト海岸
ロスト海岸（ロストかいがん、英: Lost Coast）は、アメリカ合衆国カリフォルニア州北部海岸のメンドシーノ郡とハンボルト郡にあり、ほとんど未開発の地域である。キング山脈も含んでいる。この地域は1930年代に過疎化が進んだために「ロスト海岸」（失われた海岸）と名付けられた。それに加えて、この海岸地域は海岸に迫る山脈の険しさと地形に伴う難しさのために、州道や郡道の建設者にとって地域に道路を通すための費用を高くつかせており、カリフォルニアの海岸でも最も未開発な状態のままになっている。
ロスト海岸はおおまかにメンドシーノ郡のロックポートからハンボルト郡のファーンデールの範囲である。カリフォルニア州道1号線はその全線の大半で海岸に大変近く走っているのが、ロスト海岸の南端のロックポートから内陸に入り、レゲットでアメリカ国道101号線に合流している。北端のファーンデールではカリフォルニア州道211号線が始まり、ファーンブリッジのアメリカ国道101号線に向かう。カリフォルニアの通り・高規格道路コード511節では「州道211号線はロックポート近くの州道1号線からファーンブリッジ近くの国道101号線まで」とされているが、ファーンデールより南の部分は永久に完工されそうにない。

## メンドシーノ郡のロスト海岸の歴史
この地域初期のヨーロッパ人開拓者は生皮をなめして皮革製品にするためにタンオークの木肌の採取を始めた。木肌の収集者はウサル・クリークの北支流水源にあった泉の周辺にケニーとよぶ小さな集落を作った。1884年に木肌を船積みするためにベアハーバーに桟橋が造られた。ベアハーバーとイール川鉄道が1896年に合併し、その桟橋とイール川南支流のアンダーソニアに建設された製材所とを繋いだ。鉄道駅の場所は近くのホテルと酒場の所有者に因んでムーディと名付けられた。ロスト海岸にあるアンダーソニアの町、アンダソン渓谷およびアンダーソン崖は、その製材所の所有者ヘンリー・ネフ・アンダーソンに因んで名付けられた。アンダーソンは1905年に建設工事の事故で死んだ。製材所と鉄道の運営はアンダーソンの死後に衰退し、施設は1921年に解体された。
1889年にウサル・レッドウッド会社がウサル・クリークの河口に製材所と1,600フィート (約480 メートル) の桟橋を建設した。ウサルの企業町が製材所の周りに建設され、材木を運ぶ鉄道はウサル・クリークの3マイル (約4.8 キロメートル) 上流まで延伸された。1902年に起こった火事で、その製材所、学校、倉庫およびウサル・クリークに架かっていた郡の橋が破壊された。鉄道は廃線になったが、ホテルを含め幾つかの建物は1969年の火事で焼けるまで残っていた。険しい地形と海岸に船を係留するには不向きな条件のためにジャッカス・クリーク流域の伐採作業が遅れていたが、その後内燃機関を利用した輸送が可能になった。1948年から1959年に掛けて伐採のためにウィーラーの企業町が建設されていた。1975年にシンキョーン原生地州立公園がロスト海岸の土地の買収を始めた。

## ハンボルト郡のロスト海岸の現状
ロスト海岸の土地の大半は連邦政府が所有しており、1970年には6万エーカー (240 km²) 以上の土地がキング山脈国立保護地域に指定された。
ハンボルト郡の小さな町、シェルターコーブ、ホワイトホーンおよびペトロリアは険しい地形と遠隔の地であるために、静かな休息の場を求める人々には人気がある。ロスト海岸はその黒い砂鉄海浜で知られており、それは1つの大陸プレートと2つの大洋プレートが沖合いでぶつかる地殻活動から生まれた色である。